# Diefenbach-lès-Puttelange
Pour les articles homonymes, voir Diefenbach.
Diefenbach-lès-Puttelange est une ancienne commune française du département de la Moselle, rattachée à Puttelange-aux-Lacs depuis 1811.

## Toponymie
- Anciennes mentions : Dieffenbach (1626 et 1751), Dieffenbach et Diffembach (1779), Diffenbach (1801), Dieffembach-Petelange (carte Cassini), Diffembach-lès-Puttelange[1],[2].

## Histoire
Sous l'ancien régime, Diefenbach est une annexe de la paroisse et de la communauté de Puttelange. Érigé en commune à l'époque de la Révolution française, ce village redevient finalement une annexe de Puttelange par un décret du 5 avril 1811.
Vers 1817, le village a une population de 348 individus répartis dans 58 maisons, ainsi qu'un territoire productif de 626 hectares dont 364 en bois.

## Démographie
| 1800 | 1806 |
| ---- | ---- |
| 299  | 328  |